# Saab
Saab (sprva Svenska Aeroplan AB, kasneje SAAB in Saab AB) je švedski proizvajalec letal in obrambnih sistemov. V letih 1947−1990 je bil tudi starševsko podjetje proizvajalca avtomobilov Saab Automobile. V letih 1968−1995 je bilo podjetje združeno s proizvajalcem Scania-Vabis (znan tudi kot Saab-Scania), leta 1995 je prišlo do razdružitve. Tako Saab, kot tudi Scania uporabljata v logotipu grifina - iz grba švedske province Skåne.

## Produkti

### Vojaška letala
- Saab 17 (strmoglavec: proizvajan v letih 1941–44, 323 zgrajenih)
- Saab 18 (dvomotorni bombnik in izvidnik: proizvajan v letih 1944–48, 245 zgrajenih)
- Saab 21 (jurišnik: proizvajan v letih 1945–49, 298 zgrajenih)
- Saab 21R (Saab 21 z reaktivnim pogonom: proizvajan v letih 1950–52, 64 zgrajenih)
- Saab 29 Tunnan (prvi reaktivec podjetja: proizvajan v letih 1950–56, 661 zgrajenih)
- Saab 32 Lansen (jurišnik: proizvajan v letih 1953–59, 450 zgrajenih)
- Saab 35 Draken (lovec: proizvajan v letih 1955–74, 644 zgrajenih)
- Saab 37 Viggen (lovec/jurišnik/izvidnik: proizvajan v letih 1970–90, 329 zgrajenih)
- Saab JAS 39 Gripen (večnamenski lovec: vstop v uporabo leta 1996, 219 zgrajenih (do 2010))
- Saab 105 (dvomotorni trenažer: proizvajan v letih 1963–72, 192 zgrajenih)
- Saab 340 AEW&C (AEW&C: proizvajan v letih 1994–97, 8 zgrajenih)

### Preklicana vojaška letala
- Saab 36 (bombnik, 1950-eta, 0 zgrajenih)
- Saab 38 (jurišnik/trenažer, 1970-eta, 0 zgrajenih)

### Civilna letala
- Saab 90 Scandia (32 sedežno potniško letalo: proizvajan v letih 1946–54, 18 zgrajenih)
- Saab 91 Safir (enomotorni trenažer: proizvajan v letih 1946–66, 323 zgrajenih)
- MFI-15 Safari/MFI-17 Supporter (enomotorni trenažer: proizvajan od 1971 – do poznih 70-etih, ca. 250 zgrajenih)
- Saab 340 (30–35 sedežno potniško letalo: proizvajan v letih 1983–99, 459 zgrajenih)
- Saab 2000 (50–58 sedežno potniško letalo: proizvajan med leti1992–99, 63 zgrajenih)

### Eksperimentalna letala
- Saab 210 (1952, 1 zgrajen)
- Saab/Linköping University Generic Future Fighter[2][3][4]

### Brezpilotna letala
- Saab Skeldar
- Swiss UAV

### Rakete
- BILL 2 protitankovska raketa
- KEPD 350
- MBT LAW
- RB 04 (Protiladijska raketa)
- Rb 05 (Raketa zrak-zemlja)
- RBS 23
- RBS-15
- RBS-70
- Meteor BVRAAM

## Galerija
- Saab 18B (B 18B)
- Saab 32 Lansen (J 32B)
- Saab 91C (Sk 50C)
- Saab 29 Tunnan (J 29F)
- Saab 37 Viggen (SF 37)
- Saab Gripen (JAS 39)
- Saab 340B
- Saab 340 z radarjem Erieye
- Saab 2000